# Djelem, Djelem
Djelem, Djelem (pol. „Idę, Idę”) – pieśń uznawana przez większość grup romskich, a także organizacje międzynarodowe za hymn Romów. Obok flagi, jest to jeden z symboli narodowych społeczności romskiej. Hymn został skomponowany w 1969 roku przez Žarko Jovanovicia, na motywach tradycyjnej ludowej pieśni bałkańskiej, i przyjęty jako hymn narodowy na I Światowym Kongresie Romów 8 kwietnia 1971 roku.
Tekst hymnu po raz pierwszy opublikowano w 1990 roku w Warszawie.
Tekst pieśni jest w języku romskim, w zależności od dialektu i ortografii istnieją wahania w zapisie, sam tytuł bywa zapisywany w różnych wariantach, m.in. jako „Djelem, Djelem”, „Gyelem, Gyelem”, „Dzelem, Dzelem”, „Dželem, Dželem”, „Đelem, Đelem”, „Ђелем, Ђелем”, „Ѓелем, Ѓелем”, „Џелем, Џелем” czy „Джелем, джелем”.

## Słowa hymnu
Słowa hymnu w oryginale i w tłumaczeniu na język polski:
| Tekst w języku romskim | Tłumaczenie na język polski |
| --- | --- |
| Djelem, djelem, lungone dromensa Maladilem baxtale Romensa Djelem, djelem, lungone dromensa Maladilem baxtale Romensa. Ay, Romale, Ay, Chavale, Ay, Romale, Ay, Chavale. Ay Romale, katar tumen aven Le tserensa baxtale dromensa Vi-man sas u bari familiya Tai mudardya la e kali legiya. Aven mansa sa lumiake Roma Kai putaile le Romane droma Ake vryama – ushti Rom akana Ame xutasa mishto kai kerasa. Ay, Romale, Ay Chavale, Ay, Romale, Ay Chavale | Wędrowałem długimi drogami, Napotkałem szczęśliwych Cyganów, Ej Cyganie, skąd wy wędrujecie, Dokąd głodni, zawędrować chcecie? Miałem braci, miałem wielu bliskich Przyszli Niemcy, zabili ich wszystkich. Wszystkich razem chłopców i dziewczęta, Zabili też małe niemowlęta. Dobry Boże uchyl nieba bramy, Może ujrzę, braci mych Cyganów Może ruszą na wędrówkę ze mną Na spotkanie szczęśliwych Cyganów Wstańcie bracia chodźcie razem z nami By się spotkać z wszystkimi Romami Ciemni bracia, siostry czarnookie Kocham was jak winogrona słodkie |